# 篠塚健次郎
もしかして
- 篠塚建次郎

ではありませんか？